# Анкса Кара
Анкса Кара (на английски: Anksa Kara) е камерунско-френска порнографска актриса, родена на 24 март 1985 г. в град Нконгсамба, департамент Мунго, Камерун.

## Награди и номинации
Номинации за индивидуални награди
- 2009: Номинация за Hot d'Or награда за най-добра френска звезда.[3]